# 최흥원
최흥원(崔興源, 1529년 ∼ 1603년)은 조선의 문신이다.자는 복초(復初)이고 호는 송천(松泉). 본관은 삭녕(朔寧)이다.

## 생애(生涯)
1529년, 태어나 1555년, 소과를 거쳐 1568년, 증광문과에 병과로 급제하여 지평, 장령, 정언, 집의, 사간을 거쳐 이어서 동래부사, 부평부사를 겸임 중 효릉의 감역이 문제되어 파직되었다가 다시 승지로 기용되고 도승지, 병조참판, 대사헌을 거쳐 평안도관찰사를 거쳐 지중추부사, 영돈녕부사를 지내고 병조판서를 역임하고 우의정, 좌의정을 거쳐 이어 영의정에까지 승진되었다. 영평부원군(寧平府院君)에 봉(封)해지고, 청백리(淸白吏)에도 록선(錄選) 되었으며, 청백비(淸白碑)도 하사(下賜)를 받았,다, 호성공신 2등(扈聖功臣 二等)과, 선무원종공신 1등(宣武原從功臣. 一等)에 책록(册錄) 되었다. 사후(死後)에 시호(諡號)는 충정(忠貞)이다.

## 공신(功臣)
- 광국원종공신 2등(光國原從功臣 二等)
- 호성공신 2등(扈聖功臣 二等)

- 선무원종공신 1등(宣武原從功臣 一等)
- 위성공신 1등(衛聖功臣 一等)

## 봉호(封號)
- 영평부원군(寧平府院君)

## 시호(諡號)
- 충정(忠貞)

## 호(號)
- 송천(松泉)

## 수상경력 상훈(受賞經歷 賞勳)
- 영의정(領議政)
- 청백리 녹선(淸白吏錄選)
- 청백비 하사(淸白碑 下賜)

## 배향(配享)
- 보령(保寧) 호국사(護國寺)

## 묘소
《최흥원 묘 및 신도비》는 경기도 파주시 아동동에 있다. 2001년 12월 21일 파주시의 향토유적 제9호로 지정되었다.

## 가족관계(家族關係) 가계(家系)
- 증조부 : 최항(崔恒)
  - 할아버지 : 최영호(崔永灝)
    - 아버지 : 최수진(崔秀珍)
    - 어머니 : 이세신의 딸
      - 부인 : 권응창의 딸
        - 아들 : 최산립(崔山立)

## 유적지(遺蹟地)
- 최흥원 묘 및 신도비 파주시 향토유적 제9호로 지정
- 최흥원 정려각

## 기타(其他)

### 문과 국조방목(文科 國朝榜目)
한국역대인물종합정보시스템 한국역대인물종합정보시스템